# 18e étape du Tour de France 2014
Pour un article plus général, voir Tour de France 2014.
La 18e étape du Tour de France 2014 s'est déroulée le jeudi 24 juillet 2014 entre Pau et Hautacam, sur 145 km.

## Parcours
L'étape traverse deux départements : les Pyrénées-Atlantiques et les Hautes-Pyrénées. Après une première partie vallonnée, les coureurs doivent affronter deux montées hors catégorie, le Col du Tourmalet puis la station d'Hautacam.

## Déroulement de la course
Un groupe de vingt coureurs s'échappe en début d'étape. Leur avance s'élève à cinq minutes après une heure de course, puis diminue après que l'équipe Astana a accéléré en tête du peloton. Dans le début de l'ascension du Tourmalet, Sylvain Chavanel (IAM) s'extrait le premier du groupe de tête. Mikel Nieve (Sky) et Blel Kadri (AG2R La Mondiale) le rattrapent puis le lâchent. Ils passent les premiers au col, avec une minute et quarante secondes d'avance sur Yury Trofimov, Alessandro De Marchi et Bartosz Huzarski.
Dans la descente du Tourmalet, Alejandro Valverde (Movistar) récupère ses équipiers Jesús Herrada et Ion Izagirre, qui figuraient dans le groupe échappé, et attaque. Il rattrape Thomas Voeckler (Europcar) et Marcel Wyss (IAM), échappés eux aussi. Ces cinq coureurs sont cependant repris par le groupe Nibali.
Au pied d'Hautacam, Nieve part seul, se défaisant facilement de la compagnie de Kadri. À dix kilomètres de l'arrivée, Christopher Horner (Lampre) attaque le groupe du maillot jaune. Il est immédiatement suivi par Vincenzo Nibali, qui part seul ensuite. Après un kilomètre, Nibali rattrape Nieve. Il fait course en tête et s'impose seul à Hautacam.
Derrière Nibali, Rafał Majka (Tinkoff-Saxo) s'est lancé seul à sa poursuite. Une attaque de Thibaut Pinot (FDJ), suivi par Jean-Christophe Péraud (AG2R La Mondiale) et Tejay van Garderen (BMC), laisse Valverde sans réaction. Une nouvelle accélération de Pinot lui permet de distancer Péraud et Van Garderen, et de revenir sur Majka. Il est deuxième de l'étape, arrivant une minute et dix secondes après Nibali.
Vincenzo Nibali accroit son avance au classement général. Il compte sept minutes et dix secondes d'avance sur Pinot, désormais deuxième. Péraud, quatrième de l'étape à une minute et quinze secondes, passe à la troisième place, tandis que Valverde, arrivé dixième à deux minutes, quitte le podium. Le contre-la-montre qui a lieu le surlendemain est attendu pour déterminer les deuxième et troisième places.
En terminant troisième à Hautacam, Majka s'est assuré la victoire au classement de la montagne, avec treize points d'avance sur Nibali,.

## Performance de Vincenzo Nibali
Selon les estimations, Vincenzo Nibali a effectué la montée vers Hautacam en 37 minutes et 20 ou 25 secondes. C'est le 26e ou 27e meilleur temps de cette ascension, empruntée pour la cinquième fois par le Tour de France. Il est à deux minutes et 40 ou 45 secondes du record établi par Bjarne Riis en 1996, à deux minutes de Luc Leblanc et Miguel Indurain en 1994, et à une minute de Lance Armstrong en 2000. Il est en revanche de quelques secondes plus rapide que Leonardo Piepoli vainqueur en 2008 avant d'être exclu de ce Tour en raison d'un contrôle positif à l'EPO. Sur la base de cette performance, l'entraîneur Antoine Vayer qualifie Nibali de « surhumain » dans le journal français Le Monde.

Podium de Hautacam.
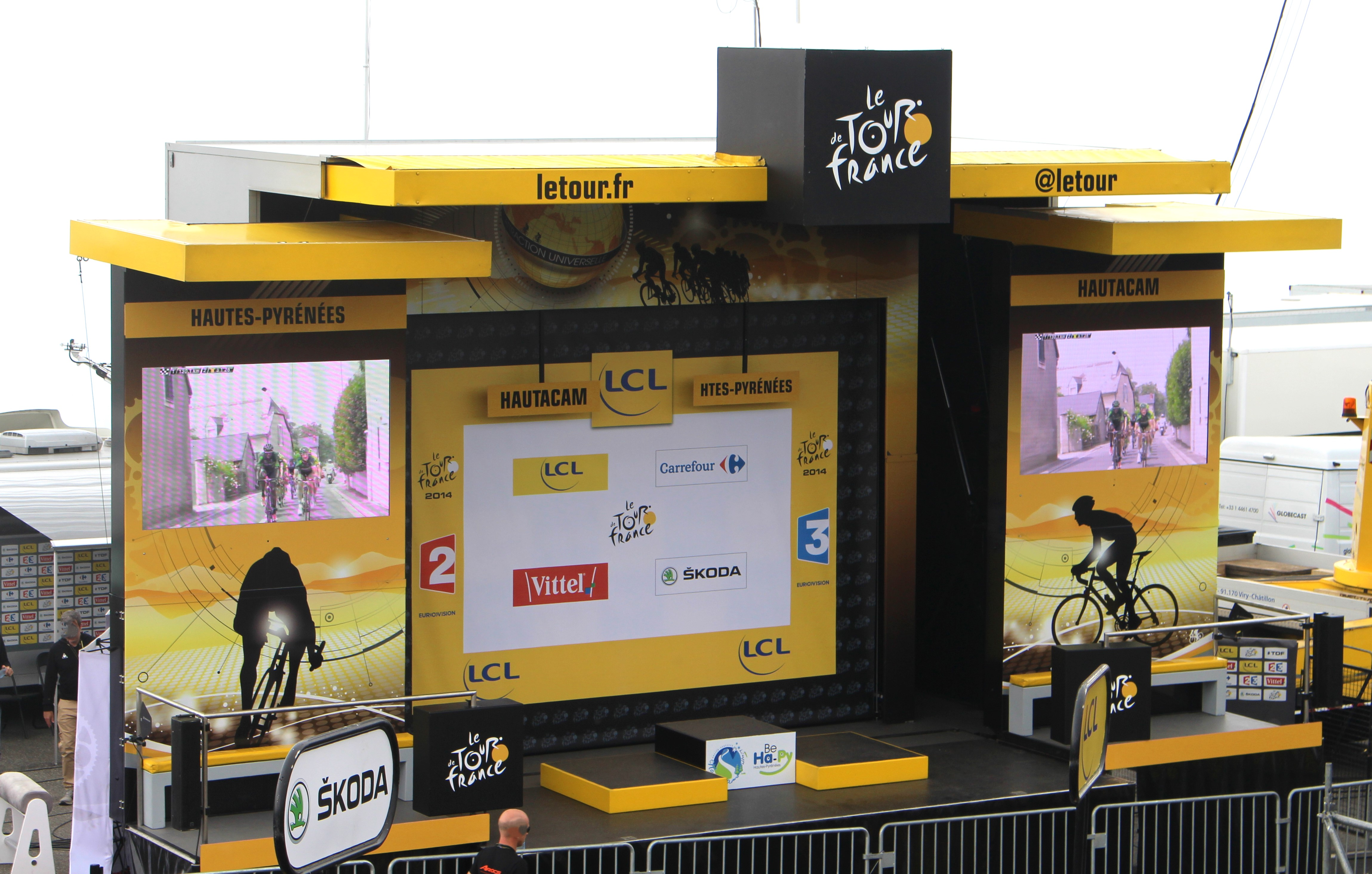
Podium.
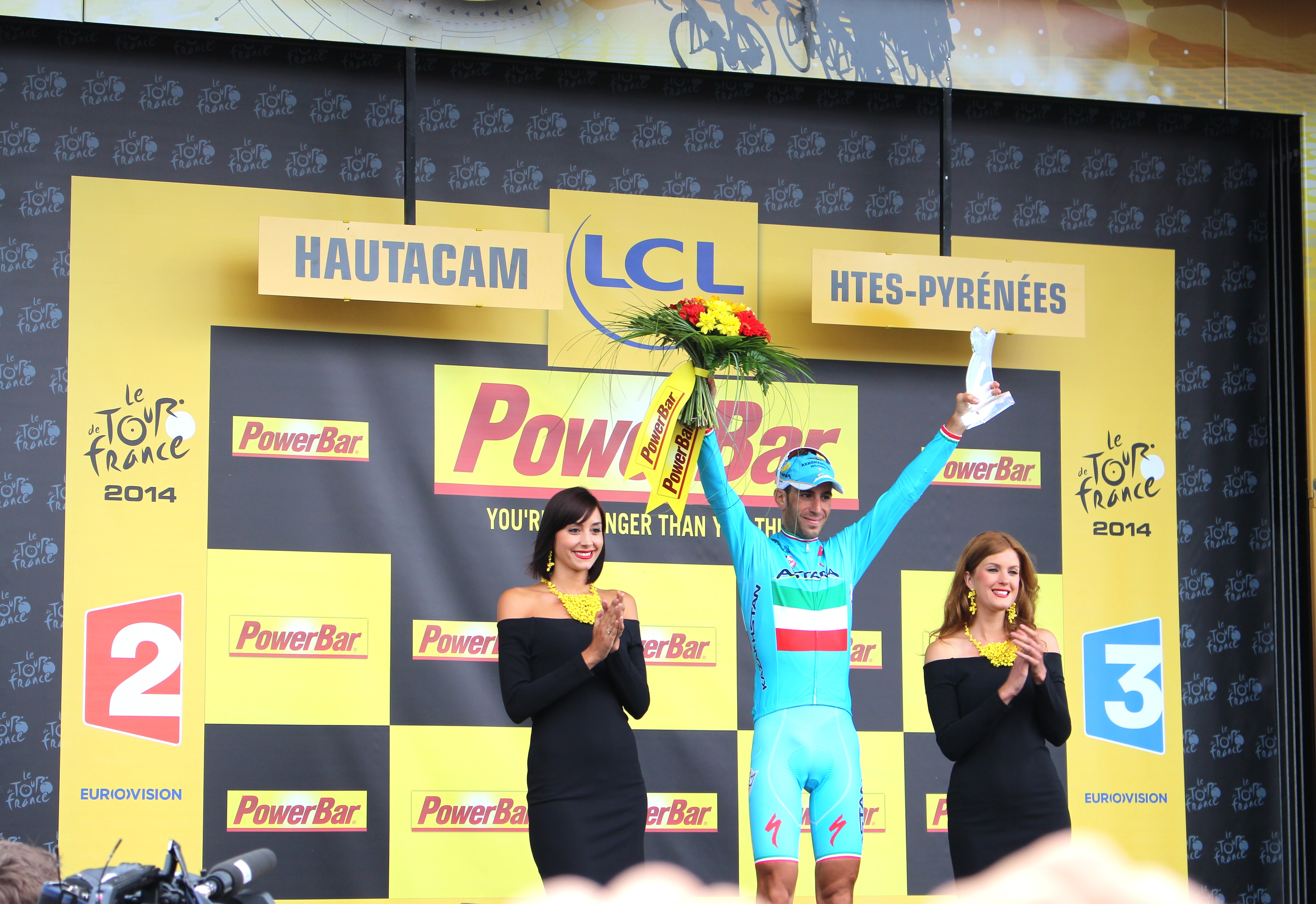
Vainqueur d’étape.
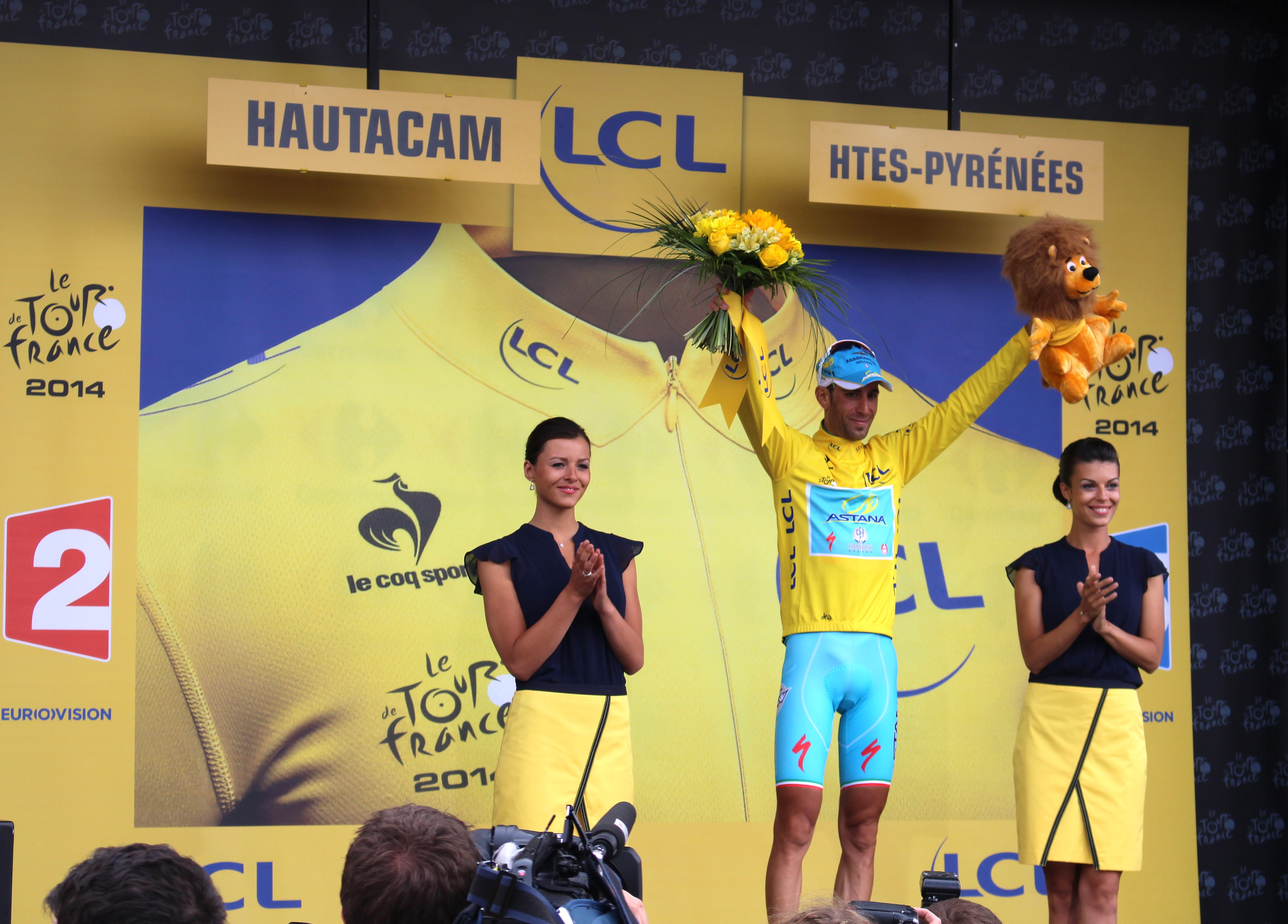
Maillot jaune.
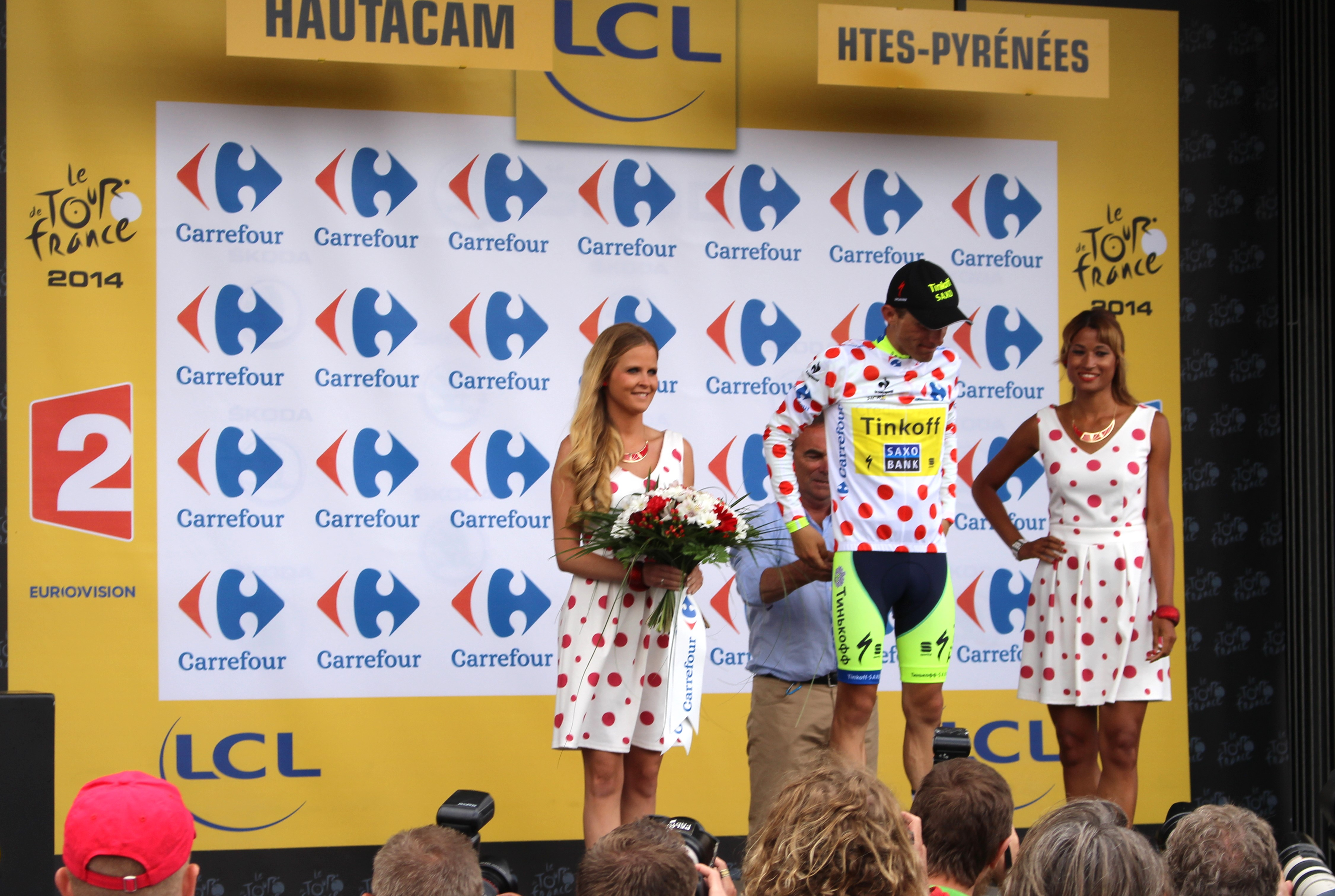
Maillot à pois.
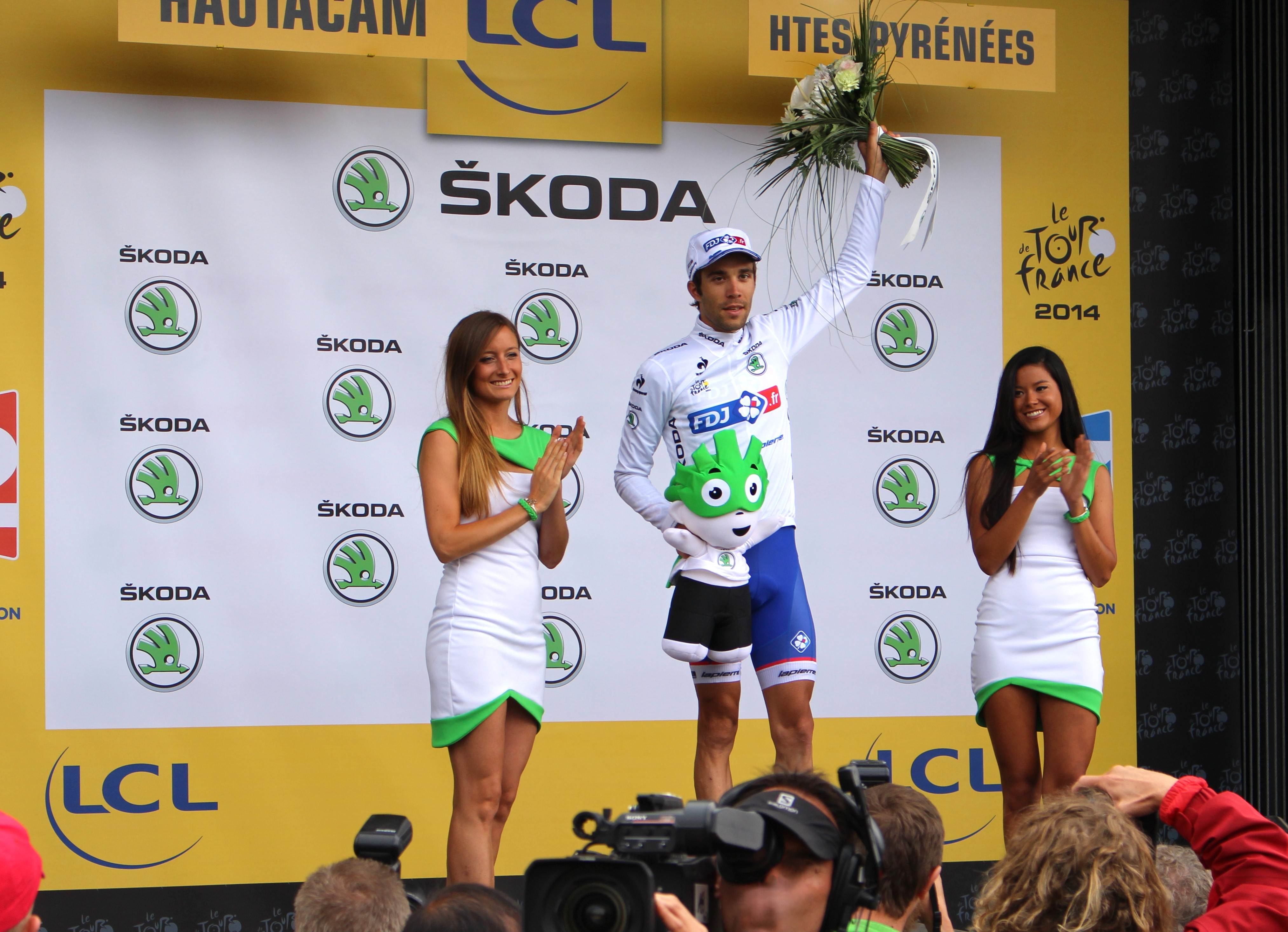
Maillot blanc.
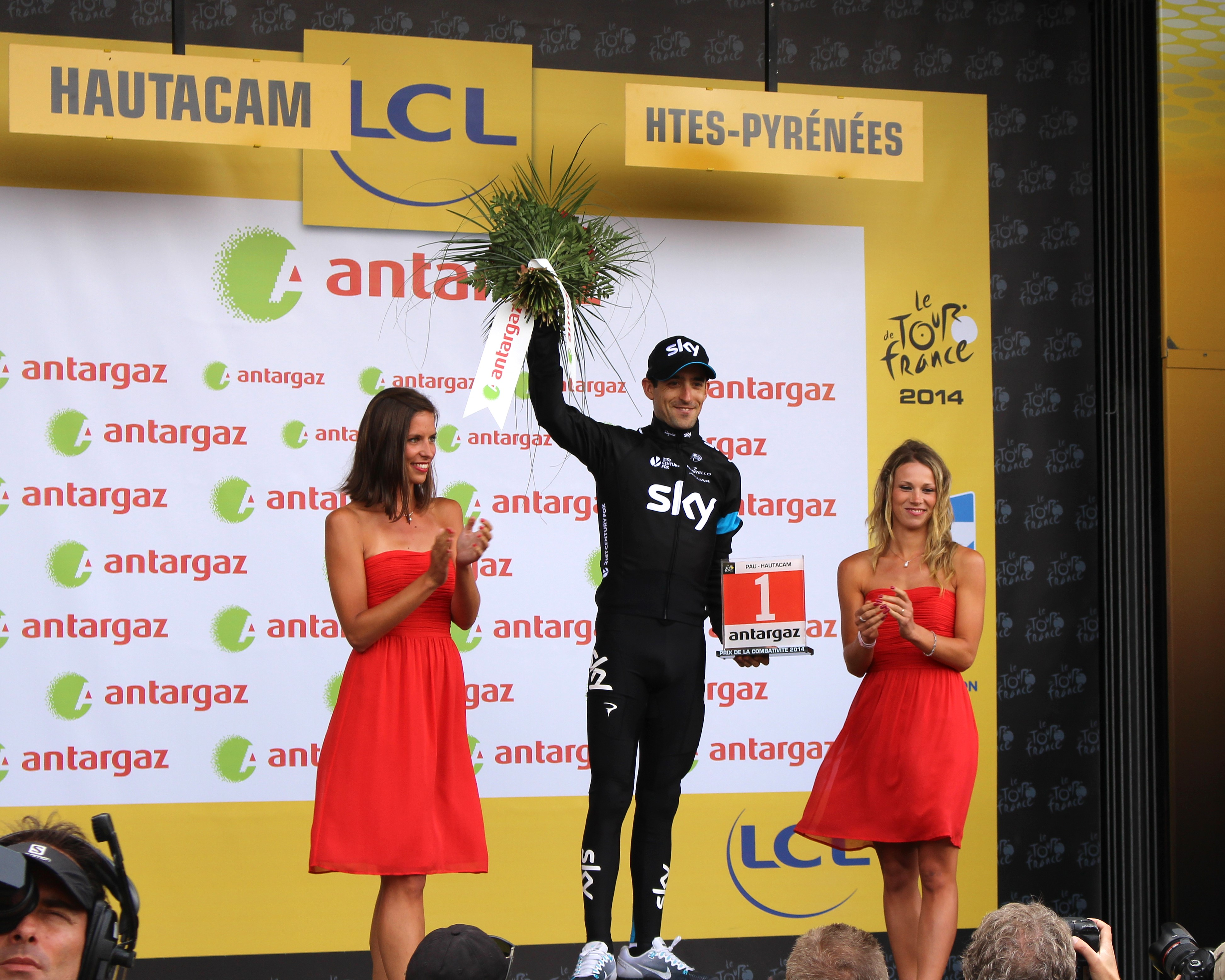
Dossard rouge.
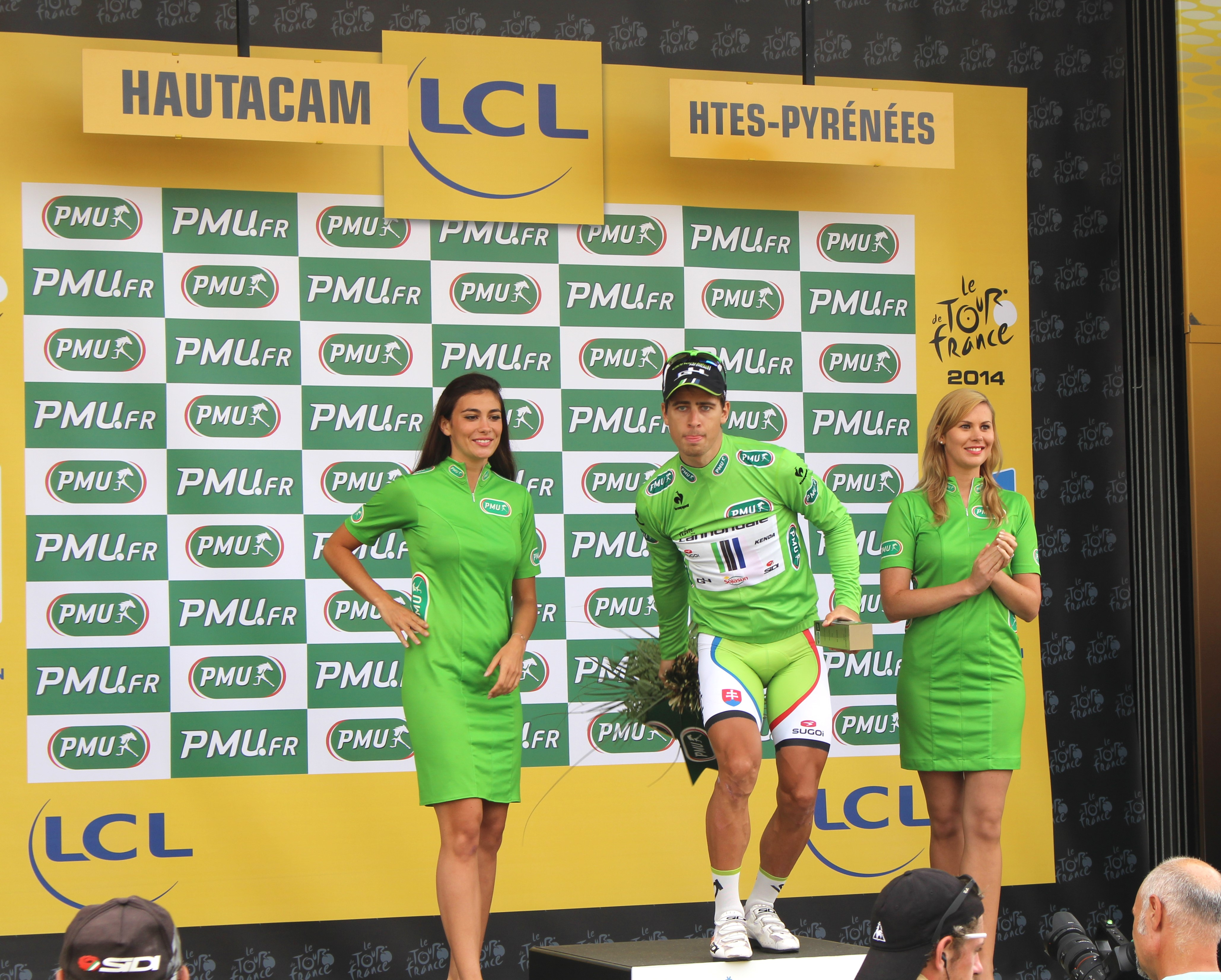
Maillot vert.

## Résultats

### Classement de l'étape
| Classement de la 18e étape | Classement de la 18e étape | Classement de la 18e étape | Classement de la 18e étape | Classement de la 18e étape |
|                            | Coureur                    | Pays                       | Équipe                     | Temps                      |
| -------------------------- | -------------------------- | -------------------------- | -------------------------- | -------------------------- |
| 1er                        | Vincenzo Nibali            | Italie                     | Astana                     | en 4 h 4 min 17 s          |
| 2e                         | Thibaut Pinot              | France                     | FDJ.fr                     | + 1 min 10 s               |
| 3e                         | Rafał Majka                | Pologne                    | Tinkoff-Saxo               | + 1 min 12 s               |
| 4e                         | Jean-Christophe Péraud     | France                     | AG2R La Mondiale           | + 1 min 15 s               |
| 5e                         | Tejay van Garderen         | États-Unis                 | BMC Racing                 | + 1 min 15 s               |
| 6e                         | Romain Bardet              | France                     | AG2R La Mondiale           | + 1 min 53 s               |
| 7e                         | Bauke Mollema              | Pays-Bas                   | Belkin                     | + 1 min 57 s               |
| 8e                         | Leopold König              | Tchéquie                   | NetApp-Endura              | + 1 min 57 s               |
| 9e                         | Haimar Zubeldia            | Espagne                    | Trek Factory Racing        | + 1 min 59 s               |
| 10e                        | Alejandro Valverde         | Espagne                    | Movistar                   | + 1 min 59 s               |
| modifier                   |                            |                            |                            |                            |

### Points attribués
| Sprint intermédiaire de Trébons (km 61,5) | Sprint intermédiaire de Trébons (km 61,5) | Sprint intermédiaire de Trébons (km 61,5) | Sprint intermédiaire de Trébons (km 61,5) | Sprint intermédiaire de Trébons (km 61,5) |
| ----------------------------------------- | ----------------------------------------- | ----------------------------------------- | ----------------------------------------- | ----------------------------------------- |
|                                           | Coureur                                   | Pays                                      | Équipe                                    | Point(s)                                  |
| 1er                                       | Bryan Coquard                             | France                                    | Europcar                                  | 20                                        |
| 2e                                        | Matthieu Ladagnous                        | France                                    | FDJ.fr                                    | 17                                        |
| 3e                                        | Lars Boom                                 | Pays-Bas                                  | Belkin                                    | 15                                        |
| 4e                                        | Julien Simon                              | France                                    | Cofidis                                   | 13                                        |
| 5e                                        | Bartosz Huzarski                          | Pologne                                   | NetApp-Endura                             | 11                                        |
| 6e                                        | Mikel Nieve                               | Espagne                                   | Sky                                       | 10                                        |
| 7e                                        | Marcel Wyss                               | Suisse                                    | IAM                                       | 9                                         |
| 8e                                        | Daniel Oss                                | Italie                                    | BMC Racing                                | 8                                         |
| 9e                                        | Marco Marcato                             | Italie                                    | Cannondale                                | 7                                         |
| 10e                                       | Yury Trofimov                             | Russie                                    | Katusha                                   | 6                                         |
| 11e                                       | Thomas Voeckler                           | France                                    | Europcar                                  | 5                                         |
| 12e                                       | Florian Guillou                           | France                                    | Bretagne-Séché Environnement              | 4                                         |
| 13e                                       | Kévin Réza                                | France                                    | Europcar                                  | 3                                         |
| 14e                                       | Alessandro De Marchi                      | Italie                                    | Cannondale                                | 2                                         |
| 15e                                       | Sylvain Chavanel                          | France                                    | IAM                                       | 1                                         |
| modifier                                  |                                           |                                           |                                           |                                           |

| Classement de l'étape | Classement de l'étape  | Classement de l'étape | Classement de l'étape | Classement de l'étape |
| --------------------- | ---------------------- | --------------------- | --------------------- | --------------------- |
|                       | Coureur                | Pays                  | Équipe                | Point(s)              |
| 1er                   | Vincenzo Nibali        | Italie                | Astana                | 20                    |
| 2e                    | Thibaut Pinot          | France                | FDJ.fr                | 17                    |
| 3e                    | Rafał Majka            | Pologne               | Tinkoff-Saxo          | 15                    |
| 4e                    | Jean-Christophe Péraud | France                | AG2R La Mondiale      | 13                    |
| 5e                    | Tejay van Garderen     | États-Unis            | BMC Racing            | 11                    |
| 6e                    | Romain Bardet          | France                | AG2R La Mondiale      | 10                    |
| 7e                    | Bauke Mollema          | Pays-Bas              | Belkin                | 9                     |
| 8e                    | Leopold König          | Tchéquie              | NetApp-Endura         | 8                     |
| 9e                    | Haimar Zubeldia        | Espagne               | Trek Factory Racing   | 7                     |
| 10e                   | Alejandro Valverde     | Espagne               | Movistar              | 6                     |
| 11e                   | Laurens ten Dam        | Pays-Bas              | Belkin                | 5                     |
| 12e                   | Fränk Schleck          | Luxembourg            | Trek Factory Racing   | 4                     |
| 13e                   | Steven Kruijswijk      | Pays-Bas              | Belkin                | 3                     |
| 14e                   | Tanel Kangert          | Estonie               | Astana                | 2                     |
| 15e                   | Arnold Jeannesson      | France                | FDJ.fr                | 1                     |
| modifier              |                        |                       |                       |                       |

### Cols et côtes
| Côte de Bénéjacq (km 28,0) 3e catégorie | Côte de Bénéjacq (km 28,0) 3e catégorie | Côte de Bénéjacq (km 28,0) 3e catégorie | Côte de Bénéjacq (km 28,0) 3e catégorie | Côte de Bénéjacq (km 28,0) 3e catégorie |
| --------------------------------------- | --------------------------------------- | --------------------------------------- | --------------------------------------- | --------------------------------------- |
|                                         | Coureur                                 | Pays                                    | Équipe                                  | Point(s)                                |
| 1er                                     | Bartosz Huzarski                        | Pologne                                 | NetApp-Endura                           | 2                                       |
| 2e                                      | Kévin Réza                              | France                                  | Europcar                                | 1                                       |
| modifier                                |                                         |                                         |                                         |                                         |

| Côte de Loucrup (km 56,0) 3e catégorie | Côte de Loucrup (km 56,0) 3e catégorie | Côte de Loucrup (km 56,0) 3e catégorie | Côte de Loucrup (km 56,0) 3e catégorie | Côte de Loucrup (km 56,0) 3e catégorie |
| -------------------------------------- | -------------------------------------- | -------------------------------------- | -------------------------------------- | -------------------------------------- |
|                                        | Coureur                                | Pays                                   | Équipe                                 | Point(s)                               |
| 1er                                    | Lars Boom                              | Pays-Bas                               | Belkin                                 | 2                                      |
| 2e                                     | Bartosz Huzarski                       | Pologne                                | NetApp-Endura                          | 1                                      |
| modifier                               |                                        |                                        |                                        |                                        |

| Col du Tourmalet (km 95,5) Hors catégorie | Col du Tourmalet (km 95,5) Hors catégorie | Col du Tourmalet (km 95,5) Hors catégorie | Col du Tourmalet (km 95,5) Hors catégorie | Col du Tourmalet (km 95,5) Hors catégorie |
| ----------------------------------------- | ----------------------------------------- | ----------------------------------------- | ----------------------------------------- | ----------------------------------------- |
|                                           | Coureur                                   | Pays                                      | Équipe                                    | Point(s)                                  |
| 1er                                       | Blel Kadri                                | France                                    | AG2R La Mondiale                          | 25                                        |
| 2e                                        | Mikel Nieve                               | Espagne                                   | Sky                                       | 20                                        |
| 3e                                        | Yury Trofimov                             | Russie                                    | Katusha                                   | 16                                        |
| 4e                                        | Bartosz Huzarski                          | Pologne                                   | NetApp-Endura                             | 14                                        |
| 5e                                        | Alessandro De Marchi                      | Italie                                    | Cannondale                                | 12                                        |
| 6e                                        | Julien Simon                              | France                                    | Cofidis                                   | 10                                        |
| 7e                                        | Daniel Oss                                | Italie                                    | BMC Racing                                | 8                                         |
| 8e                                        | Jan Bakelants                             | Belgique                                  | Omega Pharma-Quick Step                   | 6                                         |
| 9e                                        | Ion Izagirre                              | Espagne                                   | Movistar                                  | 4                                         |
| 10e                                       | Jesús Herrada                             | Espagne                                   | Movistar                                  | 2                                         |
| modifier                                  |                                           |                                           |                                           |                                           |

| Montée du Hautacam (km 145,5) Hors catégorie | Montée du Hautacam (km 145,5) Hors catégorie | Montée du Hautacam (km 145,5) Hors catégorie | Montée du Hautacam (km 145,5) Hors catégorie | Montée du Hautacam (km 145,5) Hors catégorie |
| -------------------------------------------- | -------------------------------------------- | -------------------------------------------- | -------------------------------------------- | -------------------------------------------- |
|                                              | Coureur                                      | Pays                                         | Équipe                                       | Point(s)                                     |
| 1er                                          | Vincenzo Nibali                              | Italie                                       | Astana                                       | 50                                           |
| 2e                                           | Thibaut Pinot                                | France                                       | FDJ.fr                                       | 40                                           |
| 3e                                           | Rafał Majka                                  | Pologne                                      | Tinkoff-Saxo                                 | 32                                           |
| 4e                                           | Jean-Christophe Péraud                       | France                                       | AG2R La Mondiale                             | 28                                           |
| 5e                                           | Tejay van Garderen                           | États-Unis                                   | BMC Racing                                   | 24                                           |
| 6e                                           | Romain Bardet                                | France                                       | AG2R La Mondiale                             | 20                                           |
| 7e                                           | Bauke Mollema                                | Pays-Bas                                     | Belkin                                       | 16                                           |
| 8e                                           | Leopold König                                | Tchéquie                                     | NetApp-Endura                                | 12                                           |
| 9e                                           | Haimar Zubeldia                              | Espagne                                      | Trek Factory Racing                          | 8                                            |
| 10e                                          | Alejandro Valverde                           | Espagne                                      | Movistar                                     | 4                                            |
| modifier                                     |                                              |                                              |                                              |                                              |

## Classements à l'issue de l'étape

### Classement général
| Classement général | Classement général     | Classement général | Classement général  | Classement général  |
|                    | Coureur                | Pays               | Équipe              | Temps               |
| ------------------ | ---------------------- | ------------------ | ------------------- | ------------------- |
| 1er                | Vincenzo Nibali        | Italie             | Astana              | en 80 h 45 min 45 s |
| 2e                 | Thibaut Pinot          | France             | FDJ.fr              | + 7 min 10 s        |
| 3e                 | Jean-Christophe Péraud | France             | AG2R La Mondiale    | + 7 min 23 s        |
| 4e                 | Alejandro Valverde     | Espagne            | Movistar            | + 7 min 25 s        |
| 5e                 | Romain Bardet          | France             | AG2R La Mondiale    | + 9 min 27 s        |
| 6e                 | Tejay van Garderen     | États-Unis         | BMC Racing          | + 11 min 34 s       |
| 7e                 | Bauke Mollema          | Pays-Bas           | Belkin              | + 13 min 56 s       |
| 8e                 | Laurens ten Dam        | Pays-Bas           | Belkin              | + 14 min 15 s       |
| 9e                 | Leopold König          | Tchéquie           | NetApp-Endura       | + 14 min 37 s       |
| 10e                | Haimar Zubeldia        | Espagne            | Trek Factory Racing | + 16 min 25 s       |
| modifier           |                        |                    |                     |                     |

### Classement par points
| Classement par points | Classement par points | Classement par points | Classement par points | Classement par points |
| --------------------- | --------------------- | --------------------- | --------------------- | --------------------- |
|                       | Coureur               | Pays                  | Équipe                | Point(s)              |
| 1er                   | Peter Sagan           | Slovaquie             | Cannondale            | 408 points            |
| 2e                    | Bryan Coquard         | France                | Europcar              | 253 pts               |
| 3e                    | Alexander Kristoff    | Norvège               | Katusha               | 217 pts               |
| modifier              |                       |                       |                       |                       |

### Classement du meilleur grimpeur
| Classement du meilleur grimpeur | Classement du meilleur grimpeur | Classement du meilleur grimpeur | Classement du meilleur grimpeur | Classement du meilleur grimpeur |
| ------------------------------- | ------------------------------- | ------------------------------- | ------------------------------- | ------------------------------- |
|                                 | Coureur                         | Pays                            | Équipe                          | Point(s)                        |
| 1er                             | Rafał Majka                     | Pologne                         | Tinkoff-Saxo                    | 181 points                      |
| 2e                              | Vincenzo Nibali                 | Italie                          | Astana                          | 168 pts                         |
| 3e                              | Joaquim Rodríguez               | Espagne                         | Katusha                         | 112 pts                         |
| modifier                        |                                 |                                 |                                 |                                 |

### Classement du meilleur jeune
| Classement général du meilleur jeune | Classement général du meilleur jeune | Classement général du meilleur jeune | Classement général du meilleur jeune | Classement général du meilleur jeune |
|                                      | Coureur                              | Pays                                 | Équipe                               | Temps                                |
| ------------------------------------ | ------------------------------------ | ------------------------------------ | ------------------------------------ | ------------------------------------ |
| 1er                                  | Thibaut Pinot                        | France                               | FDJ.fr                               | en 80 h 52 min 55 s                  |
| 2e                                   | Romain Bardet                        | France                               | AG2R La Mondiale                     | + 2 min 17 s                         |
| 3e                                   | Michał Kwiatkowski                   | Pologne                              | Omega Pharma-Quick Step              | + 1 h 1 min 45 s                     |
| modifier                             |                                      |                                      |                                      |                                      |

### Classement par équipes
| Classement par équipes | Classement par équipes | Classement par équipes | Classement par équipes |
|                        | Équipe                 | Pays                   | Temps                  |
| ---------------------- | ---------------------- | ---------------------- | ---------------------- |
| 1re                    | AG2R La Mondiale       | France                 | en 242 h 40 min 57 s   |
| 2e                     | Belkin                 | Pays-Bas               | + 28 min 33 s          |
| 3e                     | Movistar               | Espagne                | + 1 h 5 min 47 s       |
| modifier               |                        |                        |                        |

## Abandons
- Heinrich Haussler : abandon
- José Joaquín Rojas : mis hors course[5]